# Gazeta de Lisboa
La Gazeta de Lisboa fue el principal periódico de información política de Portugal entre 1715 y 1820. Como diario oficial, vendría a dar origen al posterior Diário da República.

## Historia

### Origen
Durante el siglo XVII ya habían existido publicaciones periódicas con el título de "Gazeta", siendo el ejemplo más importante el de las "Gazetas" publicadas entre 1641 y 1647, con privilegio atribuido a Manuel de Galhegos. Son conocidas como las "Gazetas de la Restauración", habiendo funcionado como un arma de propaganda durante las guerras con Castilla tras la aclamación de D. João IV.
En efecto, en 1715, durante el reinado de D. João V, nace la Gazeta de Lisboa, redactada por José Freire de Monterroio Mascarenhas y administrada por un impresor lisboeta llamado António Correia de Lemos. Entre 1762 y 1778, la publicación fue suspendida por el marqués de Pombal. Aunque era conocida como "Gazeta de Lisboa", a lo largo de su publicación tuvo títulos muy diversos. El 10 de agosto, el periódico presentaba su primer número con la denominación de "Noticias del Estado del Mundo". José Freire de Monterroio Mascarenhas dirigió el periódico hasta a su muerte, en 1760.
El 17 de agosto de 1715, en el número dos, aparecía ya el título de "Gazeta de Lisboa", título que se mantuvo hasta 30 de diciembre de 1717. El 6 de enero de 1718, el título pasó ahora a ser "Gazeta de Lisboa Occidental", hasta el 31 de agosto de 1741. El 7 de septiembre de 1741 retomó el título de "Gazeta de Lisboa", que va a perdurar hasta el 31 de enero de 1760. Durante este periodo, de las muchas noticias que aparecieron en el medio, se destacó la descripción, curiosamente bastante sobria, del terremoto de 1755 que devastó Lisboa y una gran parte del Algarve.
El 22 de julio de 1760, el título de nuevo cambia a "Lisboa", siendo su redactor el poeta Pedro António Correia Garção. Este título va a mantenerse hasta 15 de junio de 1762. Por orden del Ministro Sebastião José de Carvalho e Melo, futuro marqués de Pombal, el periódico estuvo suspendido de junio de 1762 a agosto de 1778, más de 16 años consecutivos. No sabiéndose la causa inmediata y concreta de esta suspensión, todos los estudiosos de la materia invocan el disgusto del ministro con ciertos artículos poco favorables a su gobierno. El hecho es que el periódico no volvió a publicarse durante el reinado de D. José.
En el inicio del reinado de D. María I, el día 4 de agosto de 1778, la "Gazeta de Lisboa" reapareció, conservando este título hasta 30 de diciembre de 1820. Fue su redactor inicial Félix António Castrioto.
Como aspecto relevante, refiérase que el tiempo de las invasiones francesas, era el Intendente General de la Policía, Pierre Lagarde, quien dirigía la "Gazeta", dictando en francés los artículos que eran después traducidos por oficiales portugueses a sus órdenes. Fue él igualmente quien mandó sustituir las armas reales portuguesas en el encabezado del periódico, por el águila imperial francesa.
En 1820, con el inicio del gobierno liberal, entre los días 16 de septiembre y 30 de diciembre, se publicaron simultáneamente la "Gazeta de Lisboa" y el "Diario del Gobierno".
El "Diário do Governo" se publicó del 16 de septiembre de 1820 al 10 de febrero de 1821. El 12 de febrero de 1821, el periódico pasó a llamarse "Diario da Regência", título que se mantuvo sólo hasta el 4 de julio del mismo año, día del desembarque en Lisboa de D. João VI.
El 5 de julio de 1821, fue retomado el título de "Diario del Gobierno" hasta el 4 de mayo de 1823. Habiendo sido abolida la Constitución de 1822 por el movimiento que llevó al poder D. Miguel, el título del periódico oficial cambió de nuevo, pasando a denominarse, a partir del día 5 de junio de 1823, "Gazeta de Lisboa". Este título va a permanecer durante la década de gobierno miguelista, con varios redactores, hasta 23 de julio de 1833.
El 25 de julio de 1833, con el comienzo de la restauración constitucional, el periódico salió con el título de "Crónica Constitucional de Lisboa", título que perduró hasta el 30 de junio de 1834.
Del 1 de julio al 4 de octubre de 1834, el título pasó a ser "Gazeta Oficial del Gobierno".
Entre el 6 de octubre y el 31 de diciembre, reapareció el título de "Gazeta do Governo".
A partir del 1 de enero de 1835 y hasta el 31 de octubre de 1859, el periódico mantuvo el mismo título "Diario do Governo". En 1835, el escritor Alexandre Herculano fue su redactor. Desde el 1 de noviembre de 1859 al 31 de diciembre de 1868, el diario pasó a titularse "Diário de Lisboa".
El 2 de enero de 1869 hubo nuevo cambio. Se retomó el anterior título de "Diario do Governo", hasta el 9 de abril de 1976. Durante 107 años, el periódico oficial mantuvo su título, que sobrevivió intacto el paso de la era monárquica a la era republicana.
Desde 1 de enero de 1914 que son publicadas tres series, destinadas la primera a las disposiciones legislativas, despachos, acuerdos del Supremo Tribunal de Justicia, de carácter genérico; la segunda, las disposiciones de carácter no genérico; y la tercera, a avisos, anuncios, etc.
El 10 de abril de 1976, el título pasó a "Diário da República", manteniéndose así hasta hoy.